# Col d'Altare
Le col d'Altare ou col de Cadibone dans les récits sur les guerres napoléoniennes, en italien Bocchetta di Altare, Bocchetta di Cadibona ou Colle di Cadibona, est un col situé à 458 mètres d'altitude séparant les Alpes à l'ouest des Apennins à l'est. Ce col est franchi par la route qui relie Turin à Savone.

## Histoire
Bonaparte franchit le col d'Altare en 1796. Plusieurs combats y ont lieu durant la première et la deuxième campagne d'Italie. Il est notamment le théâtre des combats de Soult contre les Autrichiens les 5 et 6 avril 1800.